# Bonepéa I
Bonepéa I est un village du département du Nkam au Cameroun. Situé dans l'arrondissement de Yabassi, on y accède à partir de la route piétonne qui part de Yassem dans l’arrondissement de Dibombari. On y accède également par la rive droite du fleuve Wouri. 

## Population et environnement
En 1967, le village de Bonepéa I avait 216 habitants. Le village fait partie du canton des Wouri Bwele. La population de Bonepéa I était de 33 habitants dont 20 hommes et 13 femmes, lors du recensement de 2005. 